# Týmov

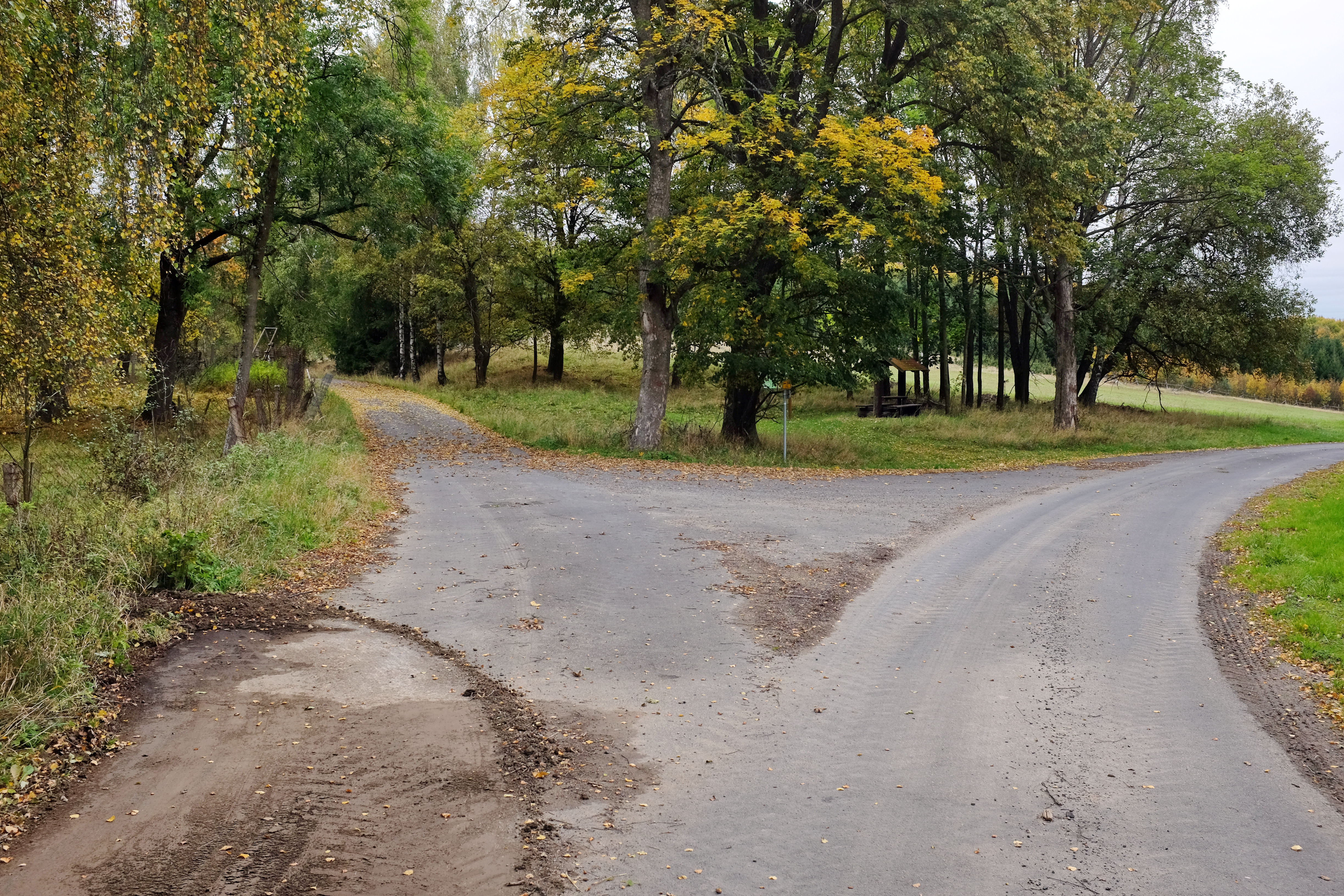
Straßengabelung nach Krásná Lípa und Zadní Domky

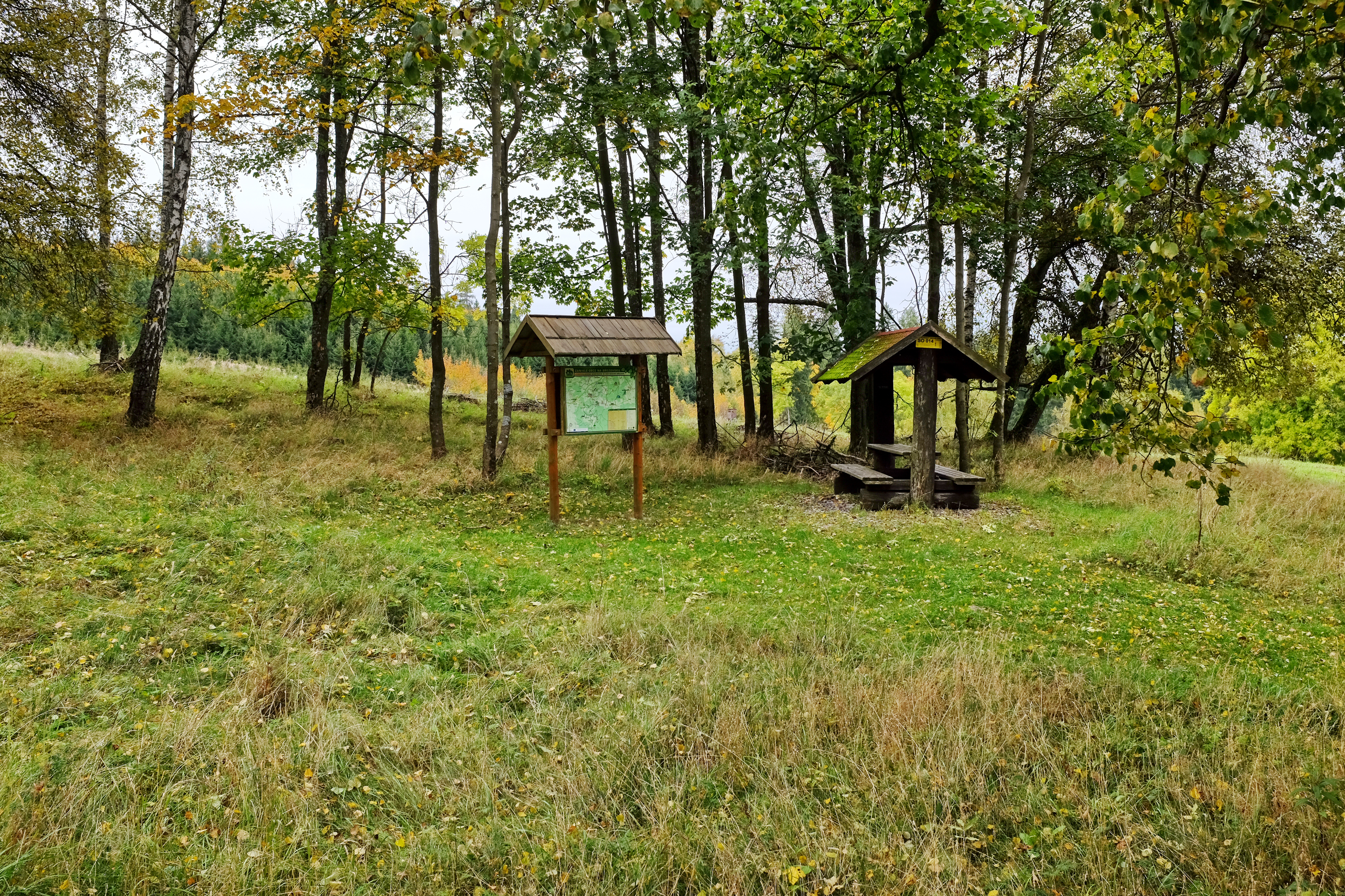
Rastplatz in Týmov

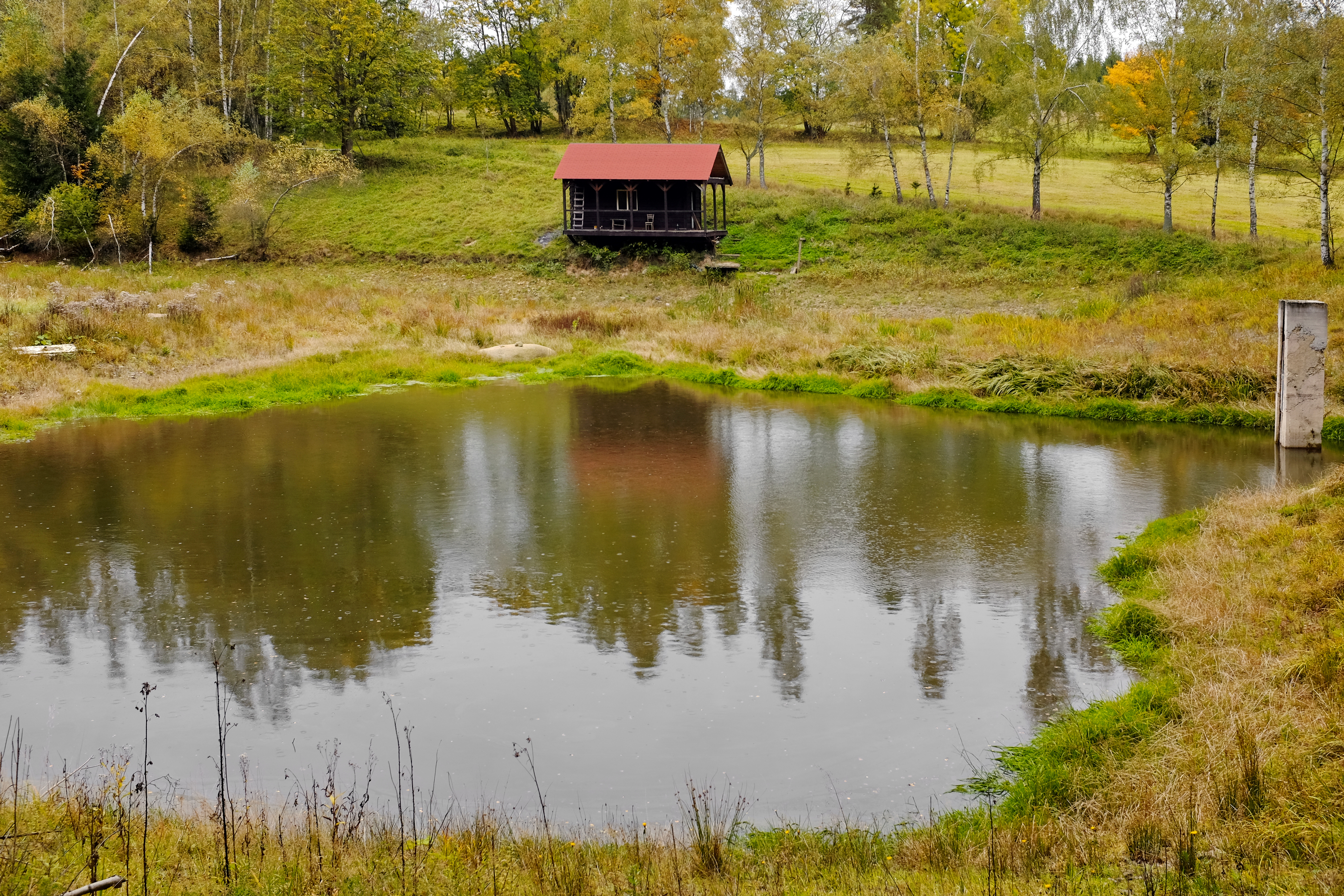
Weiher unterhalb von Týmov

Týmov, bis 1946 Tiefengrün, ist eine Wüstung im westböhmischen Slavkovský les (Kaiserwald). Sie gehört zum Ortsteil Kostelní Bříza der Stadt Březová im Okres Sokolov.

## Geographie
Týmov befand sich zehn Kilometer südlich von Sokolov an der Straße von Krásná Lípa (Schönlind) nach Studánka (Schönbrunn). Das Dorf lag linksseitig über dem Tal des Ostrovský potok (Wöhrbach). Nordöstlich erhebt sich der Vašíček (684 m. n.m.), südlich der Ostrovský vrch (Wöhrberg, 751 m. n.m.). Gegen Nordwesten erstreckt sich das Wildgehege Studánka.
Umliegende Orte waren Zadní Domky (Hinterhäuser) und Kostelní Bříza (Kirchenbirk) im Norden, Bystřina (Reichenbach) im Nordosten, Krásná Lípa im Osten, Dolní Lazy (Unter Perlsberg) im Südosten, Ostrov (Wöhr) im Süden, Mühlpeint im Südwesten, Studánka im Westen sowie Dvorečky (Krainhof) und Zlatá (Golddorf) im Nordwesten. 

## Geschichte
Der Ort wurde wahrscheinlich im 13. Jahrhundert gegründet und nach einer Person namens Thiemo benannt. Die erste urkundliche Erwähnung von Dymgrün erfolgte um 1370 im Lehnbuch der Landgrafen von Leuchtenberg als wüstes Dorf; im selben Buch wird der Ort als Tymgrün und Dymgrun benannt. Über die weitere Geschichte und den Zeitraum der Wiederbesiedlung ist nichts bekannt; im Elbogener Urbar der Grafen Schlick von 1525 ist das Dorf gar nicht aufgeführt. Die nächste Erwähnung unter dem Namen Tyngrün stammt aus dem Jahre 1542. Spätestens seit dieser Zeit war das Dorf Teil des Gutes Schönlind. In der berní rula von 1654 sind für Tieffengrün fünf Anwesen aufgeführt; Besitzer war zu dieser Zeit Adam Melchior Mosser von Oettingen, der neben Schönlind auch die Güter Ebmeth und Frohnau hielt. In den Kirchenbirker Matriken von 1687 wird das Dorf als Dieffengrün bezeichnet. 
Weitere Besitzer des Gutes Schönlind waren ab 1787 Wolfgang Julius von Schönau, danach dessen Sohn Johann, ab 1797 Friedrich Adolph Zwanziger und ab 1807 Josef Dollner. Letzterer trennte Tiefengrün von Schönlind ab und veräußerte das Dorf als landtäfliges Gut an den Egerer Unternehmer Josef Riedel. Im Jahre 1814 kaufte der Montanunternehmer Johann David Starck, der vier Jahre zuvor Schönlind erworben hatte, Tiefengrün von Riedel zurück und vereinigte es wieder mit Schönlind. Starck überschrieb das Gut Schönlind samt Tiefengrün im selben Jahre seinem ältesten Sohn Josef Carl. 
Im Jahre 1845 umfasste das im Elbogener Kreis gelegene und mit Schönlind vereinigte Gut Tiefengrün einzig das gleichnamige Dorf. Tiefengrün bestand aus 32 Häusern mit 197 deutschsprachigen Einwohnern. Haupterwerbsquellen bildeten der Feldbau und die Viehzucht. Abseits lagen ein herrschaftlicher Meierhof sowie die Grundmühle bzw. Froschmühle mit Brettsäge am Wöhrbach. Pfarrort war Kirchenbirk. Bis zur Mitte des 19. Jahrhunderts war Tiefengrün ein landtäfliges Gut.
Nach der Aufhebung der Patrimonialherrschaften bildete Tiefengrün ab 1850 einen Ortsteil der Gemeinde Schönlind im Gerichtsbezirk Falkenau. Ab 1868 gehörte das Dorf zum Bezirk Falkenau. In den 1880er Jahren kaufte Otto Friedrich von Schönburg-Waldenburg das Gut Schönlind; es diente den Fürsten von Schönburg-Waldenburg hauptsächlich zur wirtschaftlichen Versorgung ihres Jagdschlosses Glatzen. Der Hof Tiefengrün wurde verpachtet und daneben die Hinterhäuser als  Kolonie für die Landarbeiter errichtet. Im Jahre 1900 bestand Tiefengrün aus 
13 Häusern mit 97 Einwohnern. Der Schulunterricht erfolgte in Wöhr. Nach dem Ersten Weltkrieg zerfiel der Vielvölkerstaat Österreich-Ungarn, das Dorf wurde 1918 Teil der neu gebildeten Tschechoslowakischen Republik. Beim Zensus von 1921 lebten in den 24 Häusern von Tiefengrün (einschließlich Hinterhäuser) 129 Deutsche. Die Freiwillige Feuerwehr wurde in der Mitte des 20. Jahrhunderts gegründet.  1930 bestand Tiefengrün mit Hinterhäuser aus 25 Häusern und hatte 143 Einwohner. Nach dem Münchner Abkommen wurde Tiefengrün 1938 dem Deutschen Reich zugeschlagen und gehörte bis 1945 zum Landkreis Falkenau an der Eger. Nach der Aussiedlung der deutschen Bewohner nach Ende des Zweiten Weltkrieges konnten die Orte des Kaiserwaldes wegen der rauen und unwirtlichen Bedingungen nur geringfügig wiederbesiedelt werden. Im Jahre 1946 erfolgte die Umbenennung des Dorfes in Týmov, andere Vorschläge wie Dolany und Hluboká wurden von der Namensfindungskommission verworfen. Am 15. Oktober 1946 fasste die tschechoslowakische Regierung den Beschluss zur Errichtung eines Truppenübungsplatzes in dem verödeten Landstrich. Im Zuge der Einrichtung des Truppenübungsplatzes Prameny wurde Týmov 1948 gänzlich abgesiedelt. Im Jahre 1949 erfolgte die offizielle Aufhebung der Gemeinde Krásná Lípa und die Eingemeindung nach Kostelní Bříza. Das geräumte Dorf wurde danach bei Militärübungen zerschossen und die Ruinen 1953 bei der Räumung des Militärgebietes dem Erdboden gleichgemacht. Im Jahre 1954 wurde der Truppenübungsplatz Prameny wieder aufgehoben. Erhalten sind nur Grundmauern einiger Häuser.

## Ortsgliederung
Týmov gehört zum Ortsteil Kostelní Bříza der Stadt Březová
Die Wüstung ist Teil des Katastralbezirkes Krásná Lípa u Březové.

## Trivia
Von den Leuten aus der Umgebung wurde Tiefengrün mit dem Necknamen Teimkrai versehen. Dieser geht auf eine im 18. Jahrhundert verbreitete Legende zurück, nach der in dem Dorf früher viele Diebe gelebt haben sollen und es deshalb von der Bevölkerung der Nachbarorte Diebengrün genannt wurde. Die Egerländer Mundart machte daraus Teimkrai.

## Sehenswürdigkeiten
- Gusseisernes Kreuz am Weg nach Ostrov, errichtet 1895
- Gusseisernes Kreuz an der Straße nach Krásná Lípa